# 111 (عدد)
111 (مائة وأحد عشر) هو عدد صحيح. يلي العدد 110 ويسبق العدد 112 وهو عدد طبيعي موجب.